# نیکلاس سیلیتو
نیکلاس سیلیتو (انگلیسی: Nicholas Sillitoe؛ زادهٔ ۱ سپتامبر ۱۹۷۱) دی‌جی، آهنگساز، موسیقی‌دان و خواننده اهل بریتانیا است.
از فیلم‌ها یا مجموعه‌های تلویزیونی که وی در آن‌ها نقش داشته‌است، می‌توان به اشغال‌شده اشاره نمود.
وی در سال ۲۰۱۵ برندهٔ جایزه آماندای «بهترین موسیقی» شد.